# Bassus albobasalis
Bassus albobasalis is een vliesvleugelig insect uit de familie van de schildwespen (Braconidae). De wetenschappelijke naam van de soort werd voor het eerst geldig gepubliceerd in 2010 door van Achterberg & Long.

## Type
- holotype: "female, 2–10.VI.2007, leg. C. v. Achterberg & R. de Vries"
- instituut: RMNH, Leiden, Nederland
- typelocatie: "Vietnam, Dak Lak, Chu Yang Sin N.P., nr dam, 800–1000 m"